# لرد اجور می‌میرد (فیلم)
لرد اجور می‌میرد (انگلیسی: Lord Edgware Dies) فیلمی در ژانر درام به کارگردانی هنری ادواردز است که در سال ۱۹۳۴ منتشر شد. از بازیگران آن می‌توان به جین کار، آستین تِـرِور و ریچارد کوپر اشاره کرد.